# Língua ladaque
A língua ladaque (em tibetano: ལ་དྭགས་སྐད་; Wylie: dwags skad), também chamada bodhi, bothi ou tibetano arcaico ocidental quando inclui os dialetos balti, e burigue (ou purigue ou purki) é a língua predominante na região de Ladaque, Índia, sendo falada também no Baltistão (Caxemira – China e Paquistão). A língua é muito próxima da língua tibetana e seus falantes têm muito em comum com os demais tibetanos, incluindo o budismo tibetano.

## Falantes
Ladaque tem cerca de 200 mil falantes na Índia e 12 mil estimados no Tibete) República Popular da China, principalmente na área de Changtang.
São vários os dialetos ladaques:
- o próprio ladaque (ou Lehskat, nome originado de Lé, capital d Ladaque);
- Shamskat, falado a noroeste de Lé;
- Stotskat, falado a sudoeste, no vale do Indo
- Nubra, falado no norte.

Variantes faladas no Alto Ladaque e em Zanskar têm muitas características do ladaque mas também muitas dos dialetos ocidentais do tibetano central. A maioria desses dialetos ladaques não apresentam tons, mas Stotskat e os do tibetano central têm tons  como a maioria das línguas tibetano-centrais (não ladaque) tem.

## Escrita
Há uma escrita romanizada do ladaque pela transliteração Wylie com, por exemplo, o th denotando a aspiração da dental t. Porém, a real e principal escrita do ladaque é a Tibetana, um abugida com 30 símbolos para consoantes e 5 para os sons vogais A, E, I, O, U.

## Pronúncia
Há muito do fenômeno de diglossia em ladaque, com essa língua ter  uma pronúncia muito mais semelhante à língua tibetana do que aos demais dialeto tibetanos. Os ladaques pronunciam muitos dos prefixo, sufixos e letras iniciais que são silentes em Amdo, ham, Ü-Tsang ou tibetano de Lassa. Essa tendência é mais forte para o oeste de Lé e no lado paquistanês da  Linha de Controle, no Baltistão, onde todos prefixos são pronunciadas. Por exemplo, um tibetano pronuncia sta ('eixo') como [ta], mas um ladaque falaria  [sta] e, enquanto um tibetano pronuncia ’bras ('arroz') como [dre], um ladaque diz [dras] e no distrito de Cargil (Burig) pronuncia-se [bras].

## Amostra de textos
- འཇུ་ལེགས་ (Jule) = Olá; Obrigado; Adeus
- (སྐུ་)ཁམས་བཟང་ཡིན་ན་ལེགས། ((sku) Khamzang ina le) = Como vai você?
- ཉེ་རང་ག་རུ་སྐྱོད་ད (Nyerang karu skyod da?) = Onde você está indo?
- ག་ནས་སྐྱོད་པ་ཡིན། (kane skyod spin?) = De onde é você?
- ཅུ་ལི་མ་ཞིམ་པོ་རག (culi ma zhimbo rag) = Os alperces são muito bons